# 上奧里亞霍維察市鎮

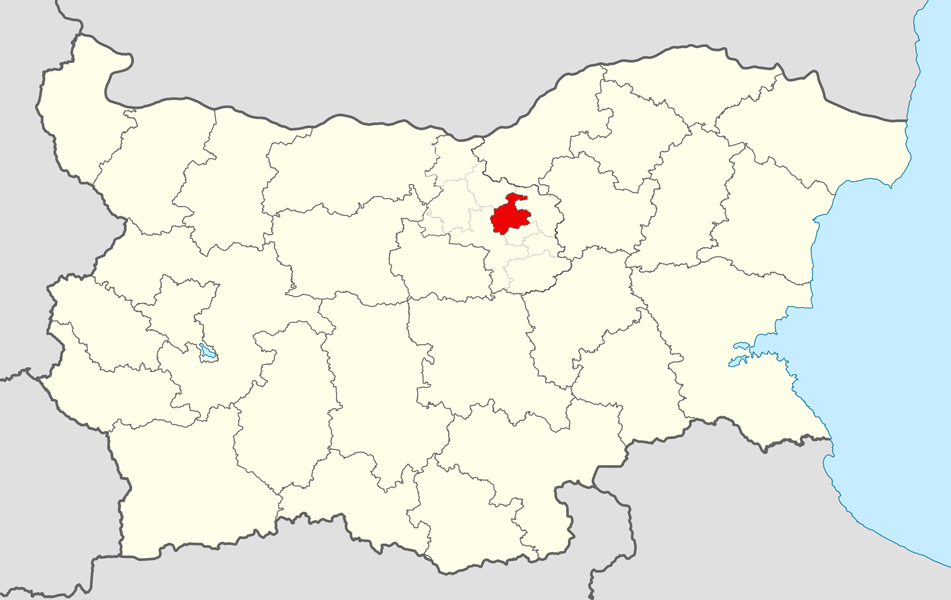

43°9′N 25°42′E / 43.150°N 25.700°E
上奧里亞霍維察市鎮，是保加利亞中北部大特爾諾沃州的市鎮，行政中心为上奧里亞霍維察，面積318平方公里，2009年人口48,695，人口密度每平方公里153.1人。